# Амигуруми

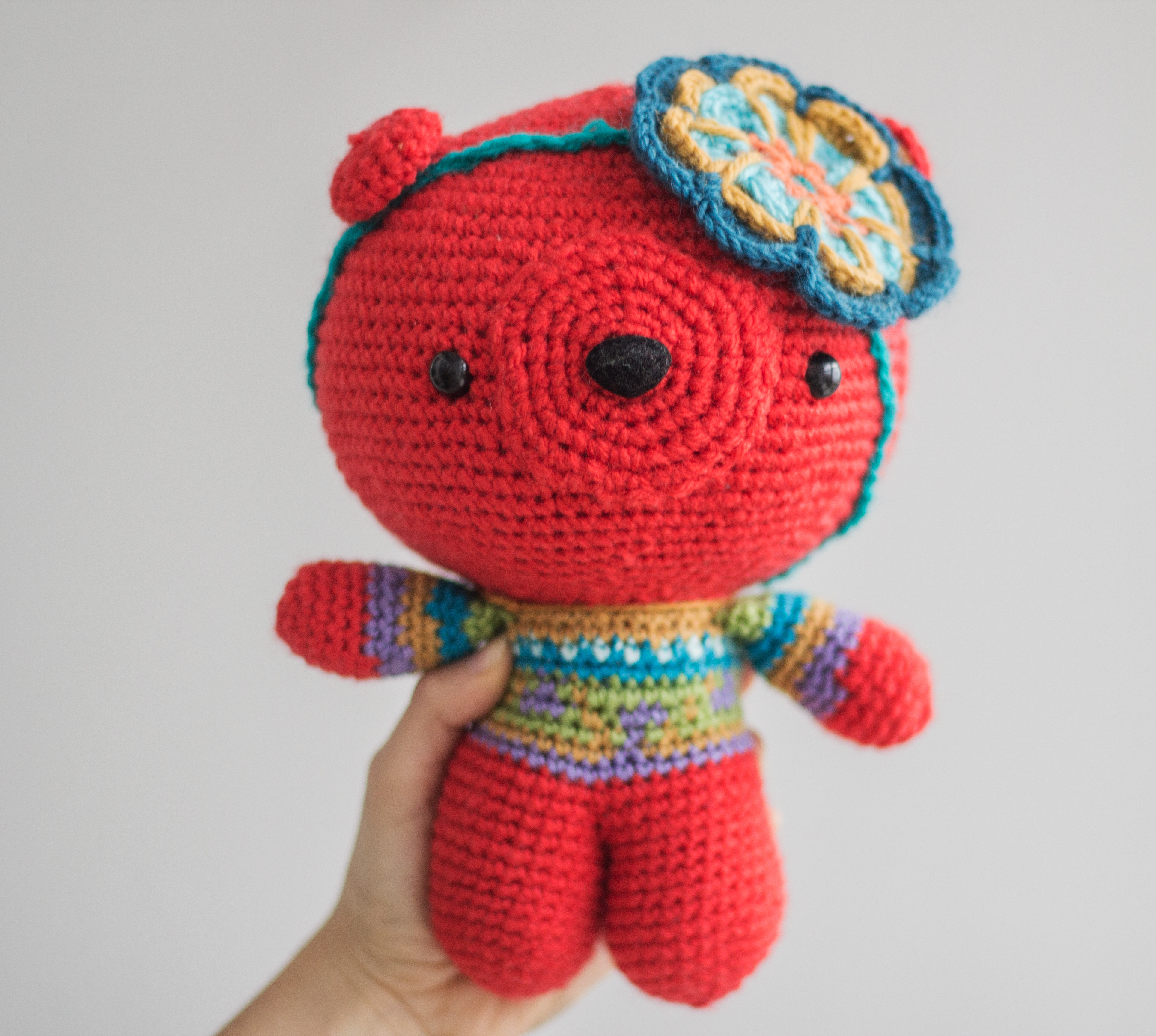
Амигуруми медвежонок

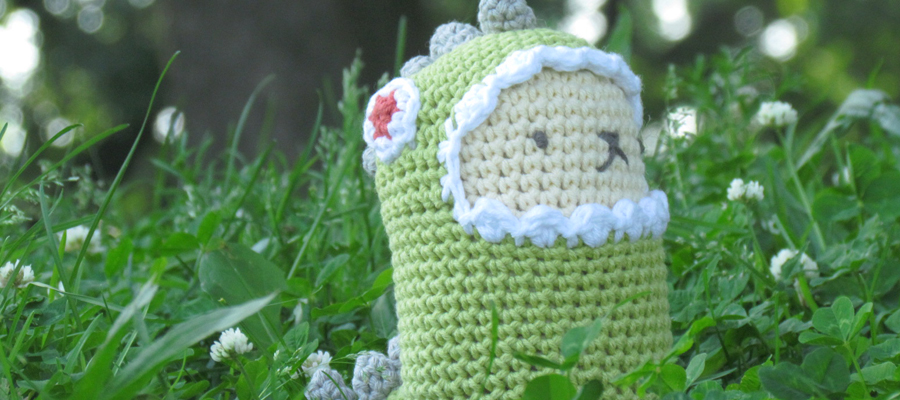
Амигуруми лама в костюме динозавра

Амигуру́ми (яп. 編み包み, дословно — «вязанное-завёрнутое») — японское искусство вязания на спицах или крючком маленьких мягких зверушек и человекоподобных существ. Амигуруми — это чаще всего симпатичные животные (такие как мишки, зайчики, кошечки, собачки и другие), человечки, но это могут быть и неодушевлённые объекты, наделённые свойствами живых существ. Например, кексы, шляпы, сумочки и другие. Амигуруми вяжут спицами или крючком. В последнее время амигуруми, связанные крючком, стали более популярны и чаще встречаются.

## Изготовление амигуруми
Амигуруми обычно вяжутся из пряжи простым способом вязания — по спирали и, в отличие от европейского способа вязания, круги обычно не соединяются. Они также вяжутся крючком меньшего размера относительно толщины пряжи, чтобы создать очень плотную ткань без каких-либо зазоров, через которые может вылезти набивочный материал. Амигуруми часто делают из частей и затем их соединяют, исключение составляют некоторые амигуруми, которые не имеют конечностей, а имеют только голову и туловище, составляющие одно целое. Конечности иногда набиваются пластмассовыми кусочками, чтобы придать им живой вес, в то время как остальное тело — волоконным наполнителем.
Распространению эстетики амигуруми способствует их миловидность. С этой целью, типичные зверушки амигуруми имеют большую шарообразную голову на цилиндрическом туловище с маленькими конечностями.